# Collectie Six

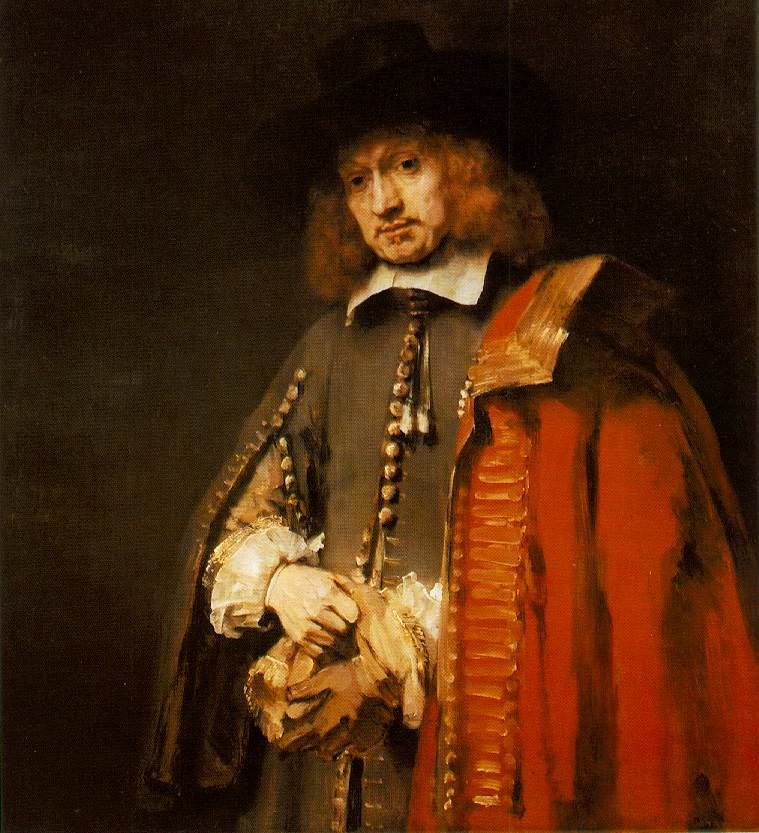
Jan Six door Rembrandt (1654)

De Collectie Six is de gemeenschappelijke naam voor het patrimonium van de familie Six dat naast de familieportretten onder andere het familie-archief en kunst- en antieke voorwerpen in relatie tot de familie omvat. De Six Stichting, de Stichting Stella Duce, de Jan Six Stichting (opgericht in 2010) en Stichting Amstel 218 vormen gezamenlijk de Collectie Six.

## Geschiedenis
De Six Stichting werd opgericht in 1922 door prof. jhr. dr. Jan Six, heer van Hillegom en Wimmenum (1857-1926), hoogleraar esthetica en kunstgeschiedenis aan de Universiteit van Amsterdam. Daarmee wilde Jan Six VI voorkomen dat de collectie familieportretten uiteenviel. Dit werd mogelijk gemaakt door deze familiestichting, waarbij in haar statuten werd bepaald dat eigendommen onvervreemd en onbezwaard bijeen konden blijven. Zijn zes kinderen deden afstand van dit deel van het bezit en successierechten over de collectie hoefden niet meer betaald te worden. Na zijn dood is er tussen de belastingdienst en de familie nog enige onenigheid geweest, wat werd beslecht door een conditie van de belastingdienst dat dan de gehele kunst- en familiecollectie 30 jaar na oprichting bijeen diende te blijven. Het befaamdste stuk daaruit is het portret van Jan Six (1618-1700), of: Jan Six I, door Rembrandt. Andere familieportretten in de Collectie Six werden geschilderd door onder anderen Hals, Potter, Flinck, Boonen, Ovens, Quellinus, Vaillant, Van Miereveldt, Ter Borch, Maes, Bol, Tischbein, Dubois Drahonet, Kruseman, Allebé en Veth.
In 1962 werd opgericht de Stichting Stella Duce, een Stichting die de Six Stichting aanvult met kunst en antiquiteiten, zoals schilderijen van Van der Velden, Cuyp, Ruysdael, Berckheyde en Saenredam, en ook stijlkamers met meubelen in ruime zin waaronder het vroegste planetarium uit 1754. In 2010 verviel de ANBI-status voor de Six Stichting en Stichting Stella Duce door strijdige statuutonderdelen. Hierop werd de vervolgstichting Jan Six Stichting opgericht met ANBI-status. De stichtingen worden sedert 1987 bestuurd door de oudste mannelijke nakomeling van Jan Six VI , thans jhr. dr. Jan Six, heer van Hillegom (1947).
De collectie werd mede uitgebreid door schenkingen en bruiklenen van kunst en verzamelingen van aangetrouwde familieleden. Een belangrijke uitbreiding was die met de verzameling Van Winter, opgebouwd door Pieter van Winter (1753-1807) en waarvan de helft terechtkwam bij dochter Lucretia Johanna van Winter (1785-1845), een verzameling die zijzelf overigens nog enorm uitbreidde. Deze verzameling bevatte onder andere Het straatje en Het melkmeisje van Johannes Vermeer, de brief van Ter Borch, Het oestereetstertje van Steen, Dokter Bueno van Rembrandt, en tientallen andere schilderijen. Lucretia Johanna van Winter trouwde in 1822 met jhr. mr. Hendrik Six, heer van Hillegom (1790-1847); een kleinzoon van hen was de genoemde oprichter van de stichting, Jan Six VI.
Vanaf 1957 ondersteunt en onderhoudt de Staat volledig de Six Stichting, op voorwaarde dat de collectie bijeen blijft en voor publiek beperkt, op introductie, toegankelijk moet zijn. De Staat werd in dat jaar tevens eigenaar van het pand Amstel 218.
Sinds 2000 is Jan Six XI curator van de collectie.

### Stichting Amstel 218

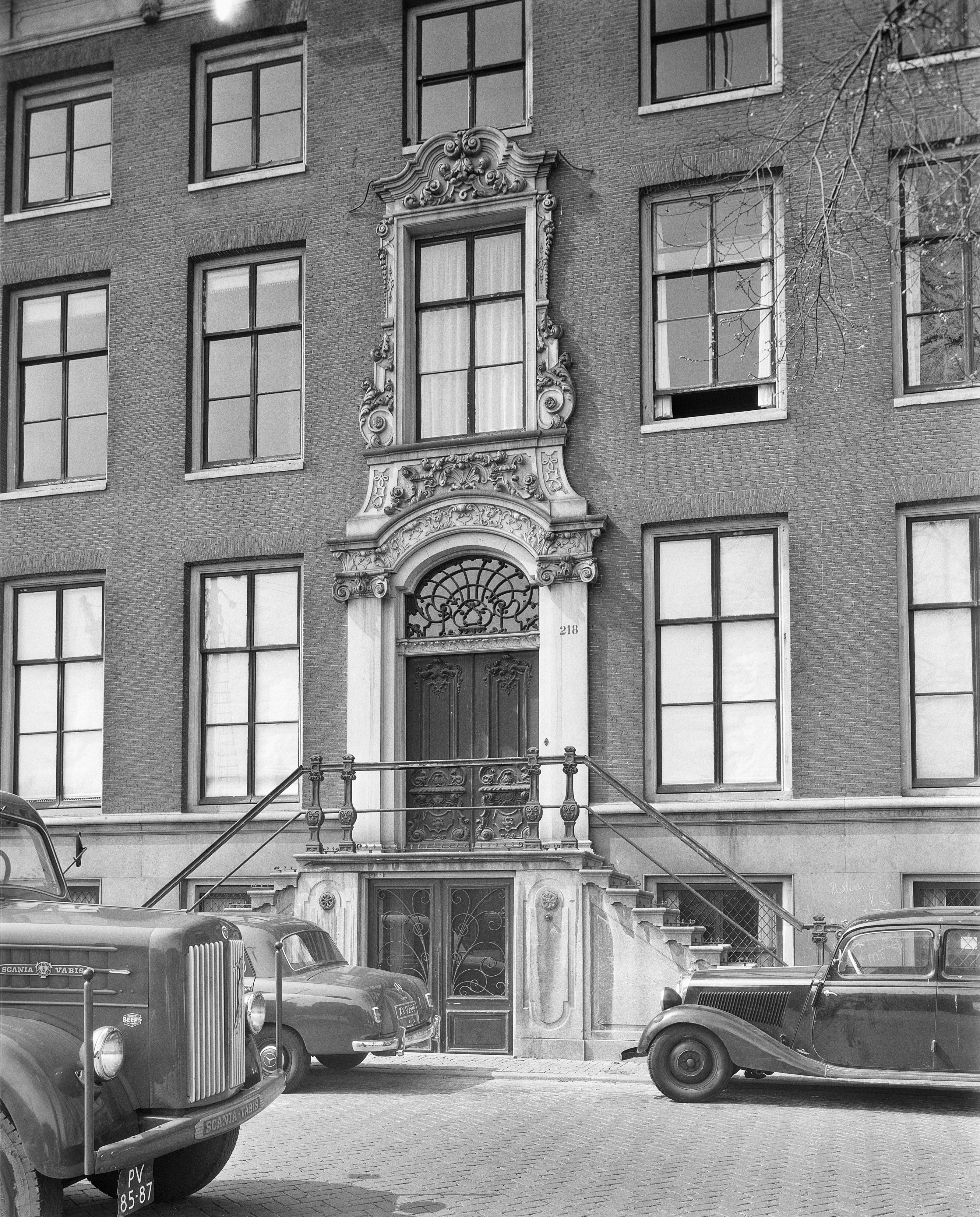
Voorgevel van Amstel 218 in 1958

Na jaren van juridisch geschil tussen de Staat en de stichtingen, alsmede het ondermaatse onderhoud van het pand Amstel 218, werd in 2008 een nieuwe overeenkomst gesloten tussen de Stichting en de Staat waarbij de subsidie werd verhoogd tot alle redelijke kosten van instandhouding en onderhoud. Tevens werd het pand Amstel 218 teruggegeven wegens incompetentie in de restauratie en ondergebracht in Stichting Amstel 218. In de overeenkomst werd vastgelegd: de toegankelijkheid, de bruikleen-mogelijkheden en de oprichting van een Raad van Toezicht met de directeur van het Rijksmuseum en het Mauritshuis en een gekozen familielid als leden. Het bestuur van de Stichting is in handen van jhr H.B. Six (1980).

### Locatie
De Collectie Six was tot 1915 gehuisvest in het dubbele woonhuis aan de Amsterdamse Herengracht 509-511. Toen de Vijzelstraat verbreed werd, werd dit woonhuis afgebroken; de lambriseringen werden overgebracht naar Amstel 218. Tijdens de verbouwing werd de verzameling gedeeltelijk tentoongesteld in het Stedelijk Museum; daarbij verscheen een catalogus. Jan Six VI verhuisde naar het pand Amstel 218 waar de oudste zoon van de oudste zoon sindsdien woont en de collectie nog altijd is ondergebracht.

## Afbeeldingengalerij

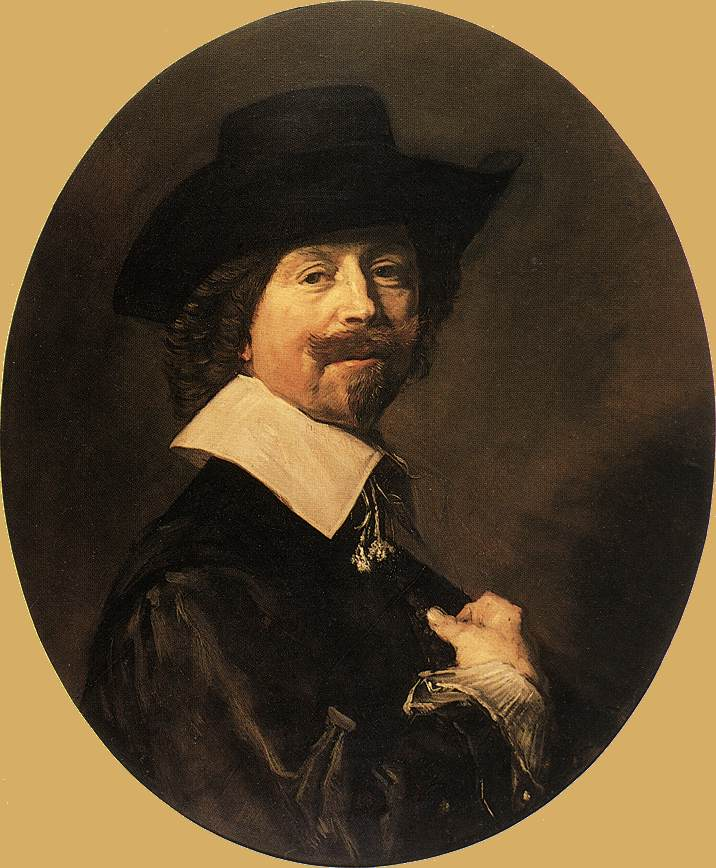
Portret van een man, mogelijk Dr. Nicolaes Tulp (1644), Frans Hals
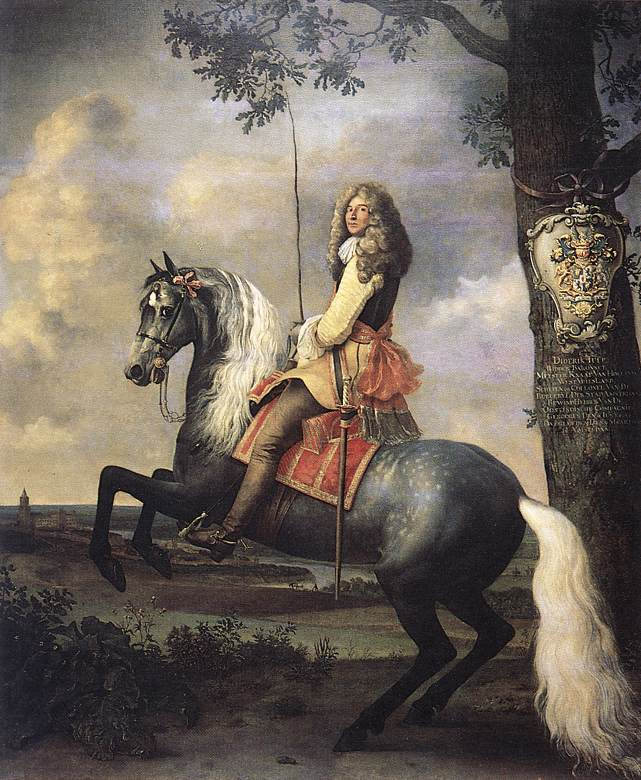
Diederik Tulp (1653), Paulus Potter
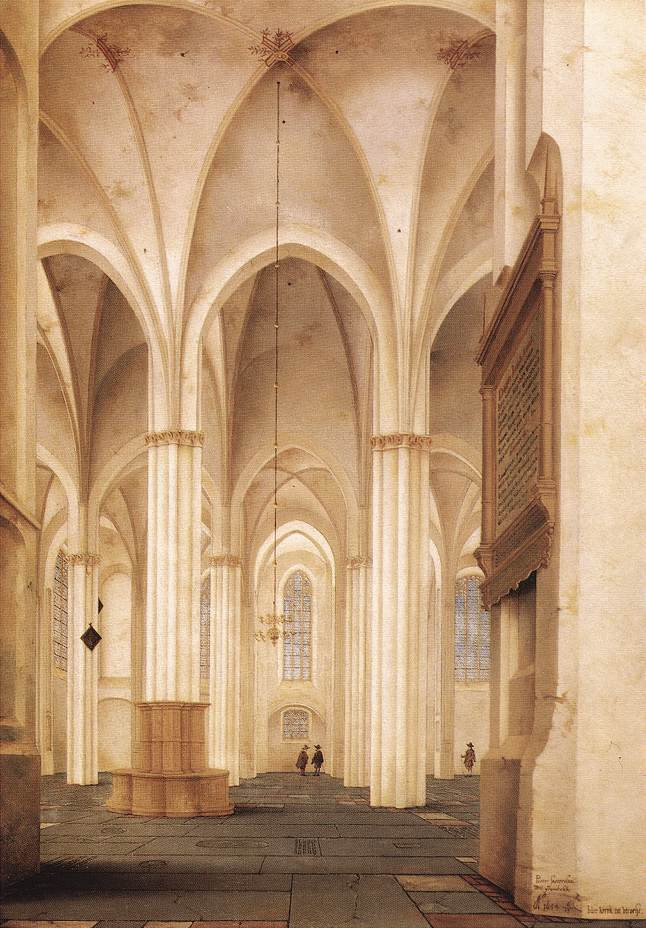
Buurkerk, Utrecht (1654), Pieter Saenredam